# 정증명 (조선)
정증명
조선시대의 내시이다.

## 생애
김계한의 후손으로 4대로 입적되었다.
묘는 양주 사내리에 위치해 있다.